# Cease to Begin
Cease to Begin är den amerikanska indierockgruppen Band of Horses andra studioalbum. Det spelades in i Echo Mountain Studios i Asheville, North Carolina och släpptes den 9 oktober 2007.
"Is There a Ghost" blev nummer 93 på tidskriften Rolling Stones lista över de 100 bästa låtarna 2007 och var bandets första singel-låt att komma på hitlistorna då den blev nummer 34 på Billboard Modern Rock Tracks. Albumet nådde plats 35 på Billboard 200. Cease to Begin klättrade också till nummer ett på Billboard Top Independent Albums.

## Låtlista
1. "Is There a Ghost" – 2:59
2. "Ode to LRC" – 4:16
3. "No One's Gonna Love You" – 3:37
4. "Detlef Schrempf" – 4:28
5. "The General Specific" – 3:07
6. "Lamb on the Lam (in the City)" – 0:50
7. "Islands on the Coast" – 3:34
8. "Marry Song" – 3:23
9. "Cigarettes, Wedding Bands" – 4:35
10. "Window Blues" – 4:01

- Spår 4 är namngett efter den tyska basketbollspelaren Detlef Schrempf som spelade för Seattle SuperSonics under 1990-talet. Schrempf nämns dock inte i låtens text.[4]

(Alla låter skrivna av Bridwell / Hampton / Barrett)

## Medverkande
Band of Horses
- Ben Bridwell – sång, gitarr
- Rob Hampton – gitarr, basgitarr
- Creighton Barrett – trummor

Bidragande musiker
- Ryan Monroe – keyboard